# فيسنتي بيريز (متسابق دراجات نارية)
فيسنتي بيريز (بالإسبانية: Vicente Pérez)‏ هو متسابق دراجات نارية إسباني، ولد في 21 أكتوبر 1997 في كوييرا في إسبانيا.

## روابط خارجية
- فيسنتي بيريز على موقع MotoGP.com (الإنجليزية)
- فيسنتي بيريز على موقع WorldSBK.com (الإنجليزية)